# Leavenworthia stylosa
Leavenworthia stylosa är en korsblommig växtart som beskrevs av Asa Gray. Leavenworthia stylosa ingår i släktet Leavenworthia och familjen korsblommiga växter. Inga underarter finns listade i Catalogue of Life.

## Bildgalleri

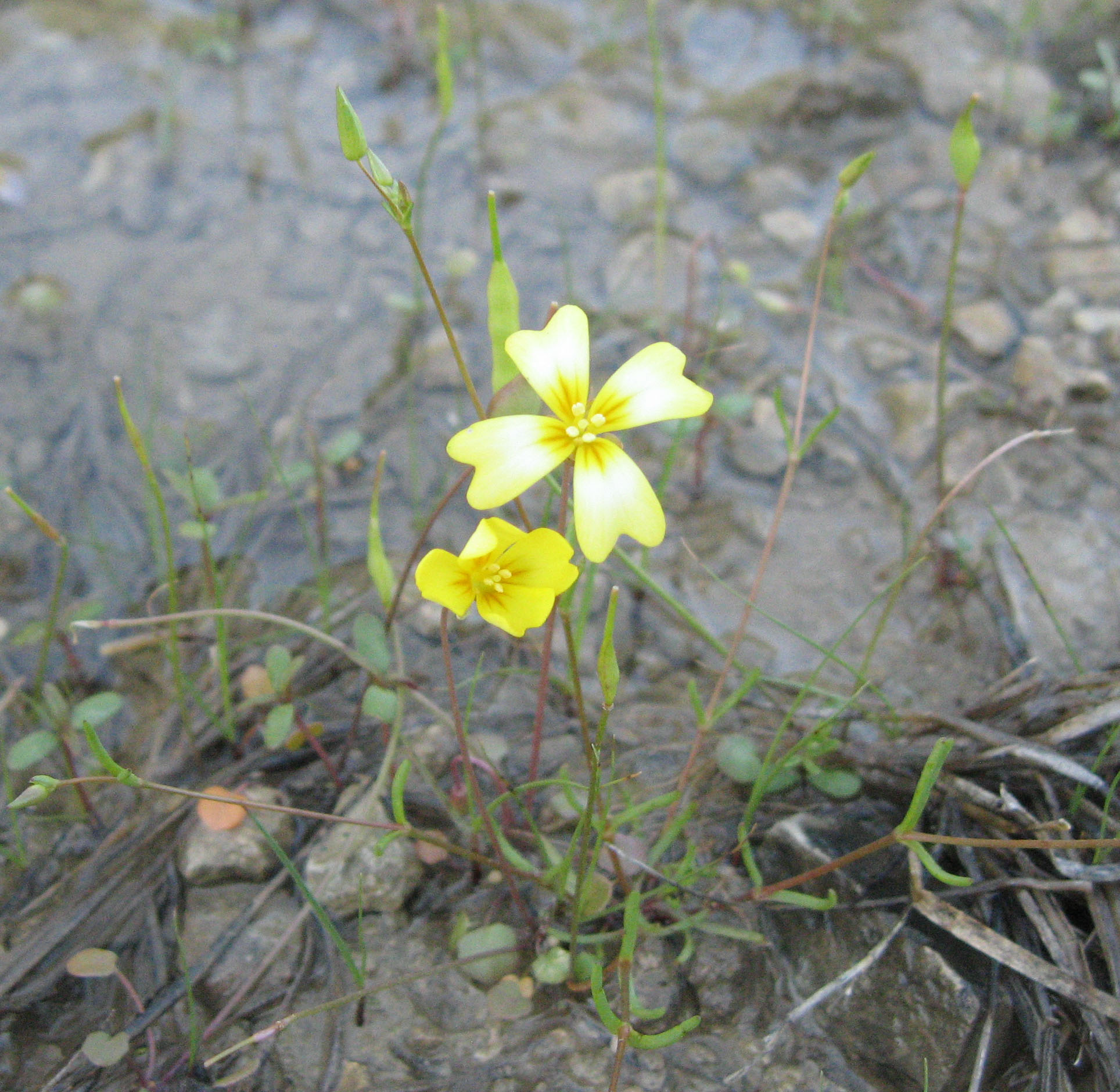